# NGC 3370
NGC 3370 (również PGC 32207 lub UGC 5887) – galaktyka spiralna (Sc), znajdująca się w gwiazdozbiorze Lwa w odległości około 100 milionów lat świetlnych. Została odkryta 21 marca 1784 roku przez Williama Herschela.
Bardzo wyraźny obraz tej galaktyki pozwala badać pojedyncze gwiazdy, cefeidy, wykorzystywane do dokładnego pomiaru odległości.
14 listopada 1994 roku w galaktyce NGC 3370 zaobserwowano wybuch supernowej SN 1994ae typu Ia.